# Festividad de las Ñatitas
La festividad de las Ñatitas es un rito tradicional de los Andes de Bolivia que se celebra cada 8 de noviembre en agradecimiento a los difuntos por los favores y cuidados que las personas reciben de estos. Consiste en venerar uno o varios cráneos humanos.

## Historia
Se dice que el rito data de la época precolombina, cuando se veneraba a los difuntos y se los sacaba en andas para que se reencontraran con sus ajayus (palabra aymara que significa "ánima", "alma" o "espíritu") y sus familias. Se cree también que su culto viene del antiguo imperio de Tiwanaku, cuando se conservaban las cabezas de antepasados para reclamar lluvia en época de sequía o para ahuyentar tormentas, y que estas no destrozaran casas ni cultivos.

## Características de la festividad

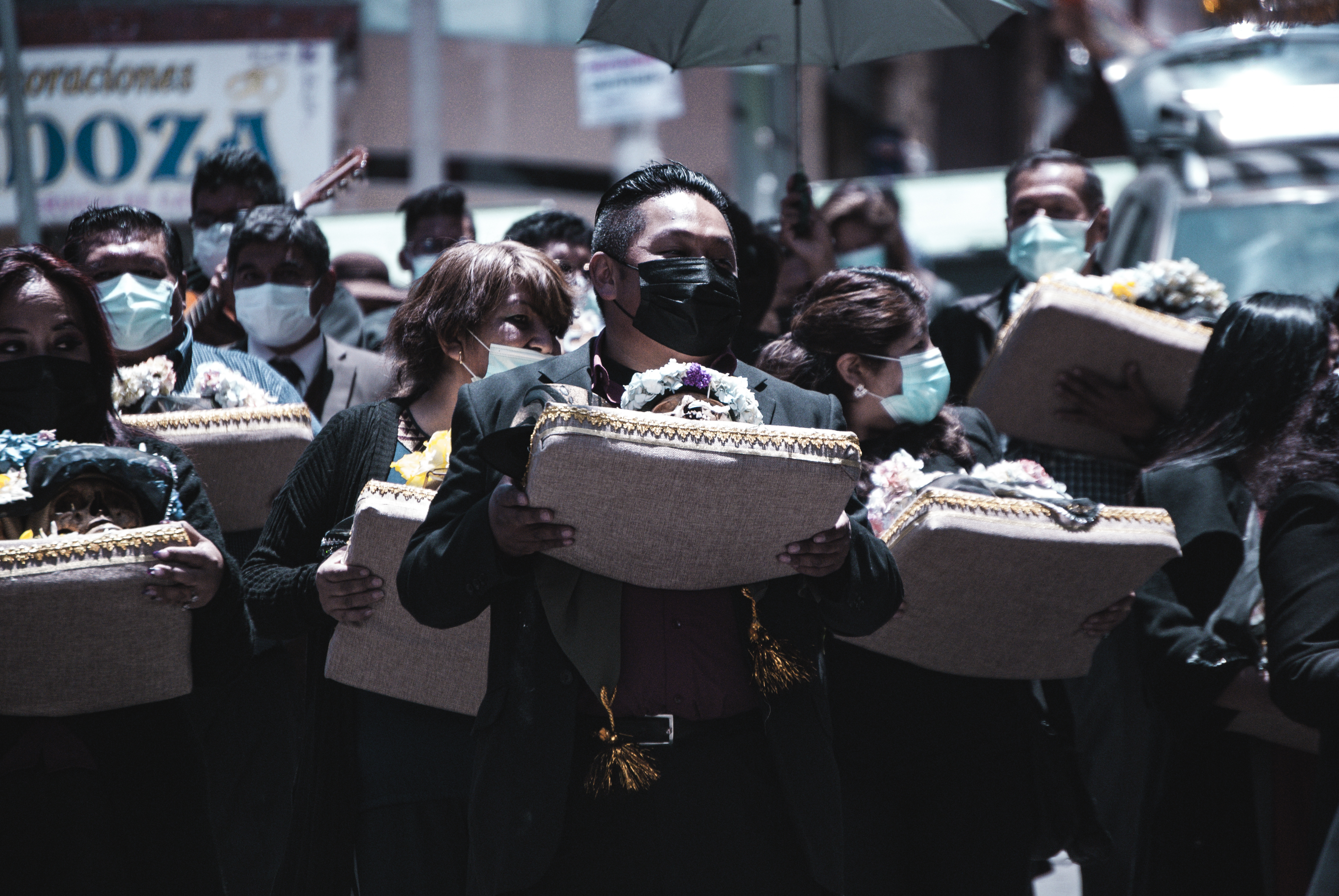
Fieles con sus ñatitas dirigiéndose a la celebración luego del cementerio

Actualmente, los cráneos son festejados con música, golosinas, alcohol, coca y cigarros. También con grandes fiestas denominadas prestesy misas católicas. El Cementerio General de La Paz recibe miles de visitantes cada año. Respecto al origen de las cabezas, estas terminan extrayéndose de sepulcros olvidados en el mismo camposanto, o son restos de familiares que pasan de generación en generación. Los devotos las guardan dentro de urnas.
Sobre su denominación, es probable que derive del término "ñato", que en Bolivia y otros países de Sudamérica se usa para referirse a una nariz reducida, como la de los cráneos.
La tradición dice que las ñatitas protegen a las familias que las conservan: ayudan a que sus negocios prosperen, cuidan las casas de posibles ladrones, velan por la salud de sus propietarios, ayudan a encontrar pareja y protegen de los malos espíritus, entre otras bondades.

## Poderes de los cráneos
Según el especialsita en ñatitas Milton Eyzaguirre, cuando los cráneos no proceden de las familias se manifiestan en sueños a sus dueños para decirles sus nombres o a los ladrones para atormentarlos hasta que devuelvan lo que robaron. También pueden pedir descansar definitivamente. 
Otra característica es que se dice que las personas que tuvieron una muerte violenta se convierten en mejores ñatitas.

## Sincretismo
El año 2008, el Arzobispado de la Iglesia católica emitió un comunicado afirmando que el culto a las calaveras era "no cristiano" y que se prohibían las misas que hasta entonces se habían celebrado para los cráneos. Sin embargo, los rituales católicos continúan, dado el sincretismo cultural presente en la región.